# Ральф Трібунцов
Ральф Трібунцов (22 вересня 1994) — естонський плавець. Учасник Чемпіонату світу з водних видів спорту 2015, Чемпіонату світу з водних видів спорту 2017 років.